# Kunukuhuis
Las  Kunukuhuis (en papiamento:  kas di kunuku; que en español quiere decir Casa del Cultivo o Casa del Conuco) es el nombre que reciben las antiguas casas de esclavos en las islas de Sotavento de Curazao, Aruba y Bonaire frente a la costa de Venezuela.
Kunuku significa plantación (también rural). Después de la conquista de las islas por los holandeses fueron construidos por la Compañía Neerlandesa de las Indias Occidentales en grandes plantaciones a gran escala para el comercio con Europa. Para el trabajo en las plantaciones fueron traídos esclavos africanos que construyeron casas en los terrenos de plantación , de acuerdo con el estilo habitual de África Occidental . Para las paredes usaron materiales comunes de las islas, como la piedra de coral, la arcilla en un entramado de ramas y madera, y para los techos: cañas. Estos materiales son designados con varias palabras del papiamento: kas di yerba significa "choza de paja" o "Casa de Paja" y kas di torto que significa "choza de barro".